# Cebolla (Toledo)
Cebolla es un municipio y localidad española de la provincia de Toledo, en la comunidad autónoma de Castilla-La Mancha. Cuenta con una población de 3234 habitantes (INE 2024).

## Toponimia
El término "Cebolla" deriva del árabe "yevayla", que significa montecillo o cerro, sitio donde se asentó su iglesia y el caserío. El término árabe se deformó en Yubaila y de ahí a Zeboila, apareciendo en los textos posteriores al siglo XIV como Zebolla. Según otras opiniones, el nombre podría proceder del latín caepulla que designa a la cebolla. Antiguamente se denominó "Las Casas de Cebolla".
Otra teoría es que viene del término árabe Gebel La (Dios me ha hecho), dado que en época árabe se trasladó el pueblo de las orillas del Tajo a los alrededores de una pequeña mezquita situada en el cerro donde hoy está la iglesia.
Otra versión trata de que había una venta en el camino de Talavera llamada "Venta de la Cebolla", de ahí el nombre actual del pueblo.

## Geografía
El municipio se encuentra situado entre dos colinas en la comarca de Torrijos. Linda con los términos municipales de Lucillos, Illán de Vacas, Domingo Pérez, Erustes, Los Cerralbos, Mesegar de Tajo, Malpica de Tajo, La Pueblanueva y Montearagón, todos de Toledo.
Por su término discurre el Tajo, a unos 3 km al sur de la población.

## Historia

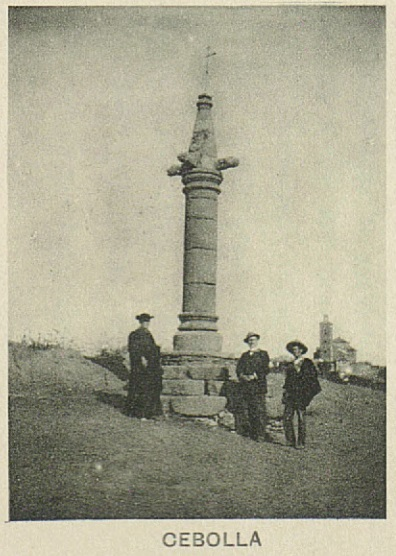
Rollo de justicia

En la época romana existía una población denominada Los Merillos que en 1215 sería donada por Alfonso VIII al obispo de Plasencia, sin que se sepa nada más de la misma.
El primer documento escrito en el que aparece la población, data de 1184, y se trata de un texto mozárabe en el que se relata la existencia de una alquería o conjunto de cortijos, en el sitio de Cebolla, que estaría formado por las alquerías de La Aldehuela, Villalba, Sanchón y Las Casas de Cebolla.
En 1477 adquirió el título de villa.
En la guerra de la Independencia los franceses destruyeron muchas calles y casas de la población, pudiéndose observar las ruinas durante muchos años después.
A mediados del siglo XIX el presupuesto municipal ascendía a 14 000 reales de los cuales 3300 eran para pagar al secretario y 7000 al médico.
En 1966 se creó el equipo de fútbol de la localidad, el Agrupación Deportiva Torpedo 66.
Los días 21 y 23 de abril de 2011 (Jueves Santo y Domingo de resurrección respectivamente) una riada por el centro de la localidad provocó que se anegaran viviendas, sótanos y garajes y las riadas arrastraron coches y provocaron grandes desperfectos en la vía pública. En 24 horas, cayeron 118 litros por metro cuadrado. Esto fue provocado debido a que debajo del centro de la localidad discurre el arroyo Sangüesa, canalizado debajo del suelo, y debido a las lluvias de varios días que arrastraron ramas, troncos y barro. Esto provocó una obstrucción en la canalización y el desbordamiento del arroyo.
Pocos años después, el 8 de septiembre de 2018, durante las fiestas patronales de la localidad, se produjo una nueva riada por las calles centrales del pueblo, por donde transcurría el cauce del arroyo Sangüesa. El agua subió hasta un metro de altura, arrastrando coches, furgonetas y atracciones de feria. Hubo numerosos daños materiales y dos personas heridas. La lluvia torrencial cayó en forma de supercelda.

## Demografía
Cuenta con una población de 3234 habitantes (INE 2024).
| Gráfica de evolución demográfica de Cebolla entre 1842 y 2021                                                         |
| |
| Población de derecho según los censos de población del INE. Población de hecho según los censos de población del INE. |

## Administración y política
| Periodo   | Nombre                     | Partido |
| --------- | -------------------------- | ------- |
| 1979-1983 | Francisco García Fernández | PCE     |
| 1983-1987 | Luis Fernández Palencia    | PSOE    |
| 1987-1991 | Jesús Malta García         | PSOE    |
| 1991-1995 | Jesús Malta García         | PSOE    |
| 1995-1999 | Felisa Arroyo Gutiérrez    | PP      |
| 1999-2003 | Jesús Malta García         | PSOE    |
| 2003-2007 | Jesús Malta García         | PSOE    |
| 2007-2011 | Jesús Malta García         | PSOE    |
| 2011-2015 | Rubén del Mazo Fernández   | PP      |
| 2015-2019 | Silvia Díaz del Fresno     | PSOE    |
| 2019-2023 | Silvia Díaz del Fresno     | PSOE    |
| 2023-act. | Silvia Díaz del Fresno     | PSOE    |

## Patrimonio
- El castillo de Villalba.

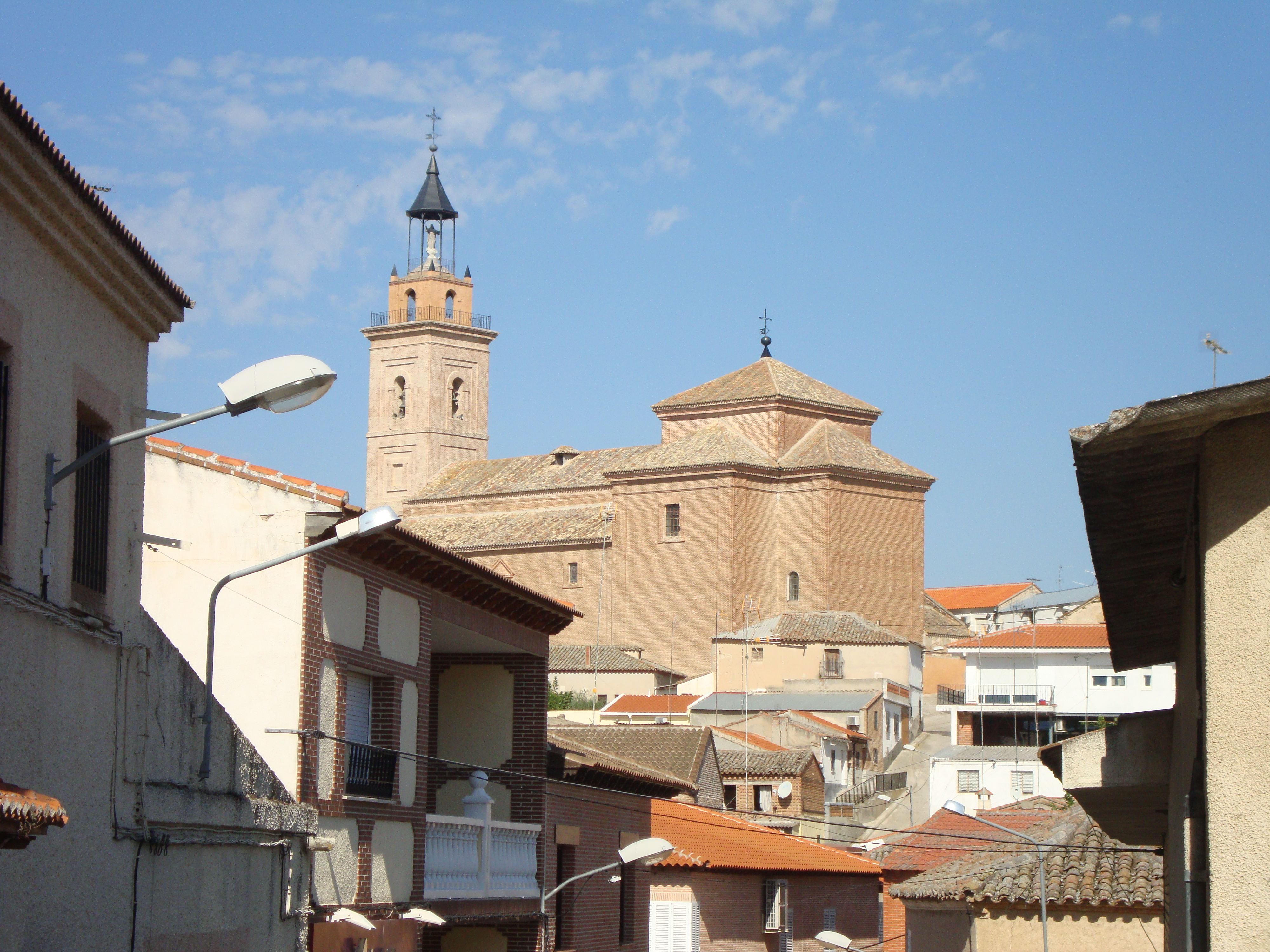
Vista de la localidad y de la iglesia

- El palacio de los duques de Frías.
- La ermita de San Illán, donde se encuentra la Virgen de la Antigua, patrona del municipio, en una talla realizada en el siglo XVIII por Luis Corsón. Además hay un retablo y una colección de azulejos del mismo siglo; en estos azulejos se narran episodios de la vida (legendaria) de San Illán, que es identificado como el hijo de San Isidro Labrador, sin que se conozca cuál sea el origen de esta tradición, por lo demás muy tardía.[6]
- La ermita de San Blas.
- La iglesia parroquial de San Cipriano.
- El rollo de Justicia.

## Fiestas
- Del 2 al 4 de febrero: San Blas.
- Del 7 al 10 de septiembre: Virgen de la Antigua.
- Tercer domingo de septiembre: la Romería.
- Es importante su Semana Santa y la recientemente rescatada fiesta del Baile de la Bandera, que antaño se realizaba al son de la dulzaina y del tamboril.